# Евгени Тоушек
Евгени Ернестов Тоушек е български офицер, юрист, политик от чешки произход, кмет на Видин.

## Биография
Роден е на 3 октомври 1884 г. в Силистра. Родителите Ернест и Анна са емигранти от Чехия. Завършва Школа за запасни офицери, а след това и Юридическия факултет на Софийския университет.
По време на Първата световна война служи на Добруджанския фронт. Ранен е тежко и се пенсионира като инвалид. За бойни отличия и заслуги във войната е награден с военен орден „За храброст“, IV степен и с орден „Свети Александър“.
През 1923 г. сключва брак с видинчанката Параскева Петрова и се премества във Видин. Там става адвокат. От 1927 г. е член на Национал-либералната стамболовистка партия. Три мандата е общински съветник в града. В периода 11 март 1929 г. – 9 юли 1931 г. е кмет на Видин. По негово настояване общината отпуска средства на историка Димитър Цухлев да публикува неговата „История на града Видин и неговата област“. След мандата си е назначен за окръжен управител във Видин, а от 1932 г. е областен управител във Враца. През 1943 г. се обявява във Видин в защита на заловените комунисти Боян Чонос и Борис Дилов.
След 9 септември 1944 г. е сред юристите, които се подписват в писмо в защита на Кръстьо Пастухов. В резултат от това е арестуван от Държавна сигурност и изпратен в лагера „Росица“ Освободен е през 1946 г. Умира на 20 ноември 1946 г.